# Flambeau (rivière)
Pour les articles homonymes, voir Flambeau.
La rivière Flambeau est un cours d'eau qui coule dans l'État du Wisconsin aux États-Unis.
La rivière est issue de deux cours d'eau sources, l'un qui est long d'une cinquantaine de kilomètres s'écoule dans le comté de Rusk et provient du lac Turtle-flambeau Flowage près de la petite ville de Lac du Flambeau, l'autre cours d'eau, qui s'écoule dans le Comté de Price, est plus court et prend sa source près de Park Falls.
Après leur convergence pour former le cours d'eau principal, la rivière Flambeau poursuit son cours sur une soixantaine de kilomètres en traversant la ville de Ladysmith.
Le nom de Flambeau lui fut donné par les explorateurs français et coureurs des bois canadiens-français quand ils arpentaient cette région septentrionale de la Louisiane française et des Grands Lacs, à l'époque de la Nouvelle-France, en raison des Amérindiens qui avaient coutume d'utiliser des torches.